# سیارک ۱۸۲۳۶
سیارک ۱۸۲۳۶ (به انگلیسی: 18236 Bernardburke، نامگذاری:1059T-2) هجده هزار و دویست و سی و ششمین سیارک کشف شده‌است که در ۲۹ سپتامبر ۱۹۷۳ کشف شد.
قدر مطلق سیارک برابر ۱۷.۰ است.